# 고노카미 마코토
고노카미 마코토(일본어: 五神 真, 1957년 7월 26일 ~ )는 일본의 물리학자이며, 전 도쿄 대학 총장(제30대: 2015년 4월 ~ 2021년 4월)이다. 도쿄도 고마에시 출신이며 전공은 양자전자공학, 응집물질물리학, 양자광학이다.

## 주요 경력

### 학력
- 1973년 : 고마에 시립 고마에 제2중학교 졸업[2]
- 1976년 : 사립 무사시 고등학교 졸업
- 1980년 3월 : 도쿄 대학 이학부 졸업
- 1982년 3월 : 도쿄 대학 대학원 이학계 연구과 석사 과정 수료
- 1983년 6월 : 도쿄 대학 대학원 이학계 연구과 박사 과정 수료

### 경력
- 1983년 6월 : 도쿄 대학 이학부 조수
- 1988년 12월 : 도쿄 대학 공학부 물리공학과 강사
- 1990년 11월 : 도쿄 대학 공학부 조교수
- 1995년 4월 : 도쿄 대학 대학원 공학계 연구과 조교수
- 1998년 8월 : 도쿄 대학 대학원 공학계 연구과 교수
- 2005년 4월 ~ 2007년 3월 : 도쿄 대학 총장 특임 보좌
- 2010년 4월 : 도쿄 대학 공학계 연구과 부속 광양자과학연구센터 교수
- 2010년 10월 : 도쿄 대학 대학원 이학계 연구과 교수
- 2012년 4월 ~ 2014년 3월 : 도쿄 대학 부학장
- 2014년 4월 : 도쿄 대학 대학원 이학계 연구과장·이학부장
- 2015년 4월 ~ 2021년 4월 : 국립대학법인 도쿄 대학 총장

### 기타 대외 경력
- 2006년 ~ 2014년 : 일본 학술 회의 제휴 회원(제20, 21, 22기)
- 2014년 10월 : 일본 학술 회의 회원(제23 ~ 24기)

## 수상 경력
- 2001년 : 제15회 일본 IBM 과학상 《비선형 레이저 분광을 이용한 엑시톤의 양자통계성의 연구(非線形レーザー分光を用いた励起子の量子統計性の研究)》
- 2010년 : 제14회 마쓰오 학술상 《레이저 분광법에 의한 고체에 있어서의 광양자물리학의 연구(レーザー分光法による固体における光量子物理学の研究)》
- 2012년 : Fellow of American Physical Society, Division of Laser Science
- 2013년 : Fellow of Optical Society of America

## 논문
- 《2광자 편광분광법에 의한 CuCl 엑시톤 및 엑시톤분자계 연구》(2光子偏光分光法によるCuCl励起子及び励起子分子系の研究) ※1985년, 이학박사 학위 논문